# Boomerang (Betty Boo)
Boomerang è il terzo album in studio della cantante inglese Betty Boo, pubblicato nel 2022.

## Tracce
1. Get Me to the Weekend – 3:18
2. Shining Star – 3:18
3. Miracle (featuring Chuck D) – 3:34
4. Right by Your Side (featuring David Gray) – 3:09
5. Boomerang – 2:45
6. Nobody Can Bring Me Down – 3:10
7. Stop Your Nonsense (Bubblegum Pop!) – 3:26
8. Never Too Late – 3:50
9. All I Wanna Do Is Dance – 3:26
10. 808 – 2:24
11. Superstar – 3:28
12. Hell Yeah – 3:19

Tracce Bonus CD/Digitale
1. Shining Star (featuring Sophie Ellis-Bextor) – 3:18
2. S.O.S. – 3:40
3. Bright Lights – 3:26
4. Get Me to the Weekend (original extended mix) – 4:34
5. Right by Your Side (featuring David Gray; extended mix) – 5:09
6. Miracle (extended mix) – 5:16

Tracce Bonus Digitale
1. Doin' the Do '22 – 4:06
2. Where Are You Baby? '22 – 2:44

Tracce Bonus Edizione Deluxe Digitale
1. Get Me to the Weekend (original extended mix) – 4:35
2. Shining Star (extended mix) – 5:02
3. Miracle (featuring Chuck D) (extended mix) – 5:16
4. Right by Your Side (featuring David Gray) (extended mix) – 5:09
5. Boomerang (extended mix) – 4:52
6. Nobody Can Bring Me Down (extended mix) – 5:35
7. Stop Your Nonsense (Bubblegum Pop!) (extended mix) – 5:15
8. Never Too Late (extended mix) – 5:11
9. All I Wanna Do Is Dance (extended mix) – 5:19
10. 808 (extended mix) – 3:54
11. Superstar (extended mix) – 5:37
12. Hell Yeah (extended mix) – 5:05
13. Shining Star (featuring Sophie Ellis-Bextor) – 3:19
14. S.O.S. – 3:40
15. Bright Lights – 3:26
16. Doin' the Do '22 – 4:06
17. Where Are You Baby? '22 – 2:45